# Zoran Bognar

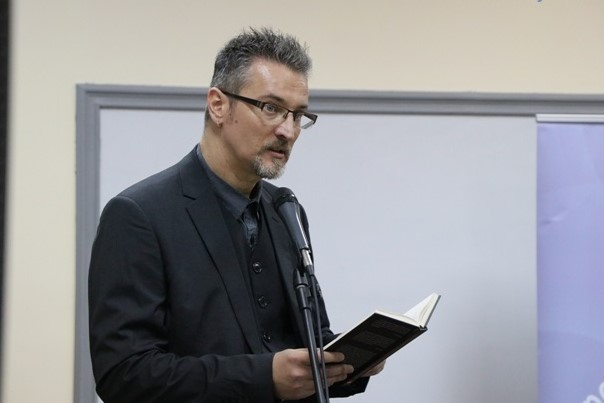
Zoran Bognar, 2019

Zoran Bognar (serbisch-kyrillisch Зоран Богнар; * 30. Januar 1965 in Vukovar, Jugoslawien) ist ein serbischer Dichter und Autor.

## Leben und Werk
Bognar ist ein Vertreter zeitgenössischer serbischer Lyrik. Er ist Mitglied der Vereinigung der serbischen Schriftsteller, Ehrenmitglied der Gesellschaft der Schriftsteller von Bosnien und Herzegowina und zudem Ehrenmitglied der Schriftstellervereinigung P.E.N. von Bosnien und Herzegowina. Bognar ist als Lektor des serbischen Verlags Dereta tätig und zudem Präsident der Ars Longa Stiftung für die Erhaltung der Schönen Künste. Zoran Bognar lebt und arbeitet in Belgrad.
Neben zahlreichen serbischen Literaturpreisen (darunter der Isidora-Sekulić-Preis 1999 für seinen Gedichtband Novi čovek (Der neue Mensch)) erhielt er drei internationale Auszeichnungen: Premio Vannelli (Italien, 1997), Mediterranean Lion (Montenegro, 1998) und den Hubert-Burda-Preis für junge osteuropäische Lyrik (Deutschland, 1999). 2002 erhielt er ein Stipendium für einen Aufenthalt im Künstlerhaus Villa Waldberta am Starnberger See.

## Werk (Auswahl)
- Die Nacht der leeren Hände, Roman, 1989
- Wachzustand des Traums, Roman, 1993
- Zahlreiche Gedichtbände, darunter 
  - Schachbrettblues, Gedichtband 1986
  - Der neue Mensch, Gedichtband 1999[3]
  - Zemlja gospodari PODzemljom. Big-Ben, Sarajevo 1987
  - Psiho-striptiz. Panpublik, Belgrad 1988
  - Isus još uvek veruje YUdi. Koneks, Belgrad 1990
  - Trgovci bioritma. Big-Ben, Sarajevo 1990
  - Ludilo Floyda Bertholda. Koneks, Belgrad 1991
  - Miris plastičnog cveća. Koneks, Belgrad 1992
  - Ako se mrtvi jednog dana vrate. Bagdala, Kruševac 1993
  - Južna strana istoka. Svetovi, Novi Sad 1993
  - Anonimna besmrtnost. Rad, Belgrad 1994[4]

Bognar arbeitete sechzehn Jahre an einer Trilogie aus drei Bänden (Neue Sintflut, Die neue Arche Noah, Der neue Mensch), die er als exemplarisch für seine Lyrik bezeichnete, die „expressiv, philosophisch und sakral, manchmal auch metaphysisch, vor allem aber anthropozentrisch“ sei.
Seine Arbeiten wurden in die italienische, französische, englische, ungarische, deutsche, slowenische, griechische, mazedonische, spanische, türkische, bulgarische, niederländische, friesische und armenische Sprache übersetzt.